# Resolución 1571 del Consejo de Seguridad de las Naciones Unidas
La resolución 1571 del Consejo de Seguridad de las Naciones Unidas, adoptada sin votación el 4 de noviembre de 2004, observando con pesar la renuncia del juez de la Corte Internacional de Justicia Gilbert Guillaume que surtiría efecto el 11 de febrero de 2005, el Consejo decidió que en concordancia al Estatuto de la Corte las elecciones para llenar la vacante se efectuarían el 15 de febrero de 2005 en una sesión del Consejo de Seguridad y durante la quincuagésimo novena sesión de la Asamblea General.
Guillaume, un jurista francés, fue un miembro de la Corte desde 1987 y su presidente entre 2000 y 2003. Su período del cargo iba a terminar en febrero de 2009.